# Phil Murphy
Philip Dunton Murphy (* 16. srpna 1957 Needham, Massachusetts) je americký politik, diplomat a člen Demokratické strany, od ledna 2018 guvernér New Jersey.
V letech 1983 až 2003 pracoval jako finančník v soukromém sektoru. V letech 2006 až 2009 byl předsedou finanční komise Demokratické strany. V letech 2009 až 2013 byl velvyslancem Spojených států amerických v Německu. V roce 2017 byl zvolen guvernérem New Jersey, když ve volbách porazil rozdílem 14 % hlasů kandidátku Republikánské strany Kim Guadagnovou. Funkci poté obhájil ve volbách v roce 2021, když rozdílem 3 % hlasů porazil Republikána Jacka Ciattarelliho. Od července 2022 do července 2024 působil jako předseda Národní asociace guvernérů.
Od roku 1993 je ženatý, má čtyři děti.